# Национальная премия «Золотая идея»
Национальная премия «Золотая идея» — ежегодная национальная премия, учреждена ФСВТС России в 2001 году при финансовой поддержке банка «НОМОС», присуждается по итогам года, предшествующего году номинации, на конкурсной основе в нескольких номинациях за вклад в развитие военно-технического сотрудничества Российской Федерации с иностранными государствами и повышение конкурентоспособности продукции оборонно-промышленного комплекса.

## История
Премия учреждена ФСВТС России в 2001 году. Первым спонсором премии стал банк «НОМОС». Изначально премия присуждалась в четырёх номинациях. Впоследствии была изменена организация конкурса, увеличено число и уточнены области номинаций.
В настоящее время шесть номинаций премии отражают основные аспекты военно-технического сотрудничества. Отдельными номинациями отмечаются средства массовой информации и организаторы выставок продукции военного назначения, личные заслуги отдельных лиц, достижения молодых специалистов российского оборонно-промышленного комплекса.
В состав Организационного комитета премии входят представители коллегии Военно-промышленной комиссии Российской Федерации, Минобороны России, ФСВТС России, Минпромторга России, Госкорпораций «Роскосмос» и «Ростех», Российского союза промышленников и предпринимателей, Ассоциации «Лига содействия оборонным предприятиям», страховой компании «Независимая страховая группа».
В числе спонсоров премии Рособоронэкспорт, Газпромбанк и др.

## Конкурс премии

### Номинации
Премия присуждается в следующих номинациях:
- «За вклад в области разработки продукции военного назначения» — первая, вторая, третья премии (дипломы ФСВТС России и призы)
- «За успехи в области производства продукции военного назначения, внедрение передовых технологий и инновационных решений» — первая, вторая, третья премии (дипломы ФСВТС России и призы)
- «Лучшее предприятие-соисполнитель» — за вклад в повышение конкурентоспособности продукции военного назначения — первая, вторая, третья премии (дипломы ФСВТС России и призы)
- «За личный вклад, инициативу и усердие в решении задач военно-технического сотрудничества» — три премии (дипломы ФСВТС России и призы)
- «За вклад в пропаганду военно-технического сотрудничества, рекламную и информационную поддержку экспорта продукции военного назначения» — две премии (почетные дипломы ФСВТС России и призы)
- «Молодые таланты» — за достижения в области военно-технического сотрудничества, разработки и производства образцов вооружения и военной техники — пять премий (почетные дипломы ФСВТС России и призы)

### Конкурсная процедура
В качестве соискателей премии могут выступать субъекты военно-технического сотрудничества: предприятия-разработчики или изготовители продукции военного назначения, иные участники военно-технического сотрудничества, их авторские коллективы и отдельные работники, внёсшие значимый вклад в номинируемые работы.
В номинациях «За вклад в области разработки продукции военного назначения» и «За успехи в области производства продукции военного назначения, внедрение передовых технологий и инновационных решений» может выдвигаться авторский коллектив, состоящий не более чем из 10 человек с учётом творческого вклада каждого из участников коллектива. Авторский коллектив может состоять из работников нескольких организаций, при этом по общему согласию одна из них выступает как головная (представляющая работу) организация.
Выдвижение соискателей Премии в номинации «За вклад в области разработки продукции военного назначения» допускается при условии, что результаты их работ реализованы на практике в году, предшествующем выдвижению на конкурс.
В номинации «Лучшее предприятие-соисполнитель» могут участвовать предприятия-разработчики и изготовители составных частей, приборов, комплектующих изделий комплексов военного и двойного назначения и средств обеспечения их применения, добившиеся повышения конкурентоспособности комплексов, поставляемых на экспорт; организации, участвующие в создании объектов за рубежом для производства, эксплуатации, ремонта, модернизации, утилизации вооружения и военной техники, а также учебных и сервисных центров. В этой номинации может выдвигаться авторский коллектив, состоящий не более чем из 10 работников конкретной организации.
В номинациях «За личный вклад, инициативу и усердие в решении задач военно-технического сотрудничества» и «Молодые таланты» могут выдвигаться только отдельные работники, добившиеся значимых результатов. В номинации «Молодые таланты» рассматриваются соискатели, которым в году, предшествующем выдвижению на конкурс, исполнилось не более 30 лет.
В номинации «За вклад в пропаганду военно-технического сотрудничества, рекламную и информационную поддержку экспорта продукции военного назначения» могут выдвигаться средства массовой информации и их работники, а также организаторы выставок и демонстрационных центров продукции военного назначения (авторские коллективы или отдельные представители). В данной номинации могут выдвигаться авторские коллективы, состоящие не более чем из 10 человек. Денежные призы в этой номинации не вручаются.

## Церемония награждения и призы
Церемония оглашения итогов конкурса и награждения лауреатов премии проводится в рамках ежегодной торжественной церемонии с участием членов Правительства или Военно-промышленной комиссии Российской Федерации, директора ФСВТС России.
Главный приз премии изготовлен с использованием серебра, искусственного лазурита, золочения, эмалей. Кроме того лауреатам вручаются почётные дипломы ФСВТС России и денежная часть премии. Денежная часть премии распределяется между участниками авторского коллектива по соглашению между ними.

## Лауреаты премии
См. Категория:Лауреаты национальной премии «Золотая идея»
- Лауреаты 2023 года (по итогам 2022 года)
- Лауреаты 2022 года (по итогам 2021 года)
- Лауреаты 2021 года (по итогам 2020 года)
- Лауреаты 2020 года (по итогам 2019 года)
- Лауреаты 2019 года (по итогам 2018 года)
- Лауреаты 2018 года (по итогам 2017 года)
- Лауреаты 2017 года (по итогам 2016 года)
- Лауреаты 2016 года (по итогам 2015 года)
- Лауреаты 2015 года (по итогам 2014 года)
- Лауреаты 2014 года (по итогам 2013 года)
- Лауреаты 2013 года (по итогам 2012 года) Архивная копия от 4 декабря 2018 на Wayback Machine
- Лауреаты 2012 года (по итогам 2011 года)
- Лауреаты 2011 года (по итогам 2010 года)
- Лауреаты 2010 года (по итогам 2009 года)
- Лауреаты 2009 года (по итогам 2008 года)
- Лауреаты 2008 года (по итогам 2007 года)
- Лауреаты 2007 года (по итогам 2006 года)
- Лауреаты 2006 года (по итогам 2005 года) Архивная копия от 4 декабря 2018 на Wayback Machine
- Лауреаты 2005 года (по итогам 2004 года)
- Лауреаты 2004 года (по итогам 2003 года)
- Лауреаты 2003 года (по итогам 2002 года)
- Лауреаты 2002 года (по итогам 2001 года)
- Лауреаты 2001 года (по итогам 2000 года)